# جسارت در برابر ترس
«جسارت در برابر ترس» (انگلیسی: Guts Over Fear) تک‌آهنگی از رپر آمریکایی امینم، با همراهی خواننده استرالیایی، سیا فارلر است که در ۲۵ اوت ۲۰۱۴ منتشر شد. این ترانه، تِرَک اول آلبوم شیدی پانزدهم که در ۲۴ نوامبر ۲۰۱۴ منتشر شده، است. ویدئو کلیپ این ترانه، پیش‌نمایشی برای فیلم اکولایزر با بازی دنزل واشنگتن است.

## زمینه
در ابتدا با انتشاری پوستری در اینستاگرم درباره فیلم جنایی اکولایزر حضور خود را در این فیلم اعلام نمود. امینم و فارلر در تلاش برای ساخت ترانه‌ای برای موسیقی متن فیلم اکولایزر تصمیم به ساخت این ترانه گرفتند رپ/پاپ گرفتند که در پس‌زمینه آن تصاویری از فیلم به نمایش درآمده و برای تریلر فیلم از آن استفاده شد.